# Call of Duty: Black Ops 6
Call of Duty: Black Ops 6 é um jogo eletrônico de tiro em primeira pessoa desenvolvido pela Treyarch e Raven Software e publicado pela Activision. É o sétimo título da série Black Ops e o vigésimo primeiro da série Call of Duty, servindo como uma sequência de Call of Duty: Black Ops Cold War (2020). O jogo foi lançado no dia 25 de Outubro de 2024, para PlayStation 4, PlayStation 5, Microsoft Windows, Xbox One e Xbox Series X/S, e está disponível para assinantes do Xbox Game Pass. O jogo também está disponivel no Xbox Cloud Gaming sendo o primeiro Call of Duty a ser lançando diretamente na nuvem.

## Sinopse
Em 1991, durante uma operação da Guerra do Golfo na fronteira entre o Iraque e o Kuwait, os agentes da CIA Troy Marshall, William "Case" Calderon e Jane Harrow são atacados por um grupo paramilitar conhecido como "Panteão". Posteriormente, desacreditando do relato de Troy, o vice-diretor da CIA, Daniel Livingstone, suspende Troy e sua equipe pelo fracasso da missão. Agora precisando agir de maneira clandestina, Troy decide investigar o mistério por trás de uma aparente e estranha conspiração envolvendo o Panteão e a CIA, que pode colocar o futuro dos Estados Unidos em jogo.

## Desenvolvimento
Em 12 de novembro de 2023, o Windows Central informou que uma sequência de Black Ops Cold War estava em desenvolvimento sob o codinome “Cerberus”. A sequência ocorrerá na Guerra do Golfo, com uma história focada na Agência Central de Inteligência (CIA).
É relatado que Black Ops 6 apresenta uma campanha de mundo aberto com locais originais, em vez de aproveitar recursos de modos de jogo existentes.  Semelhante ao Black Ops Cold War, a campanha é desenvolvida principalmente por Raven Software. O modo cooperativo Zombies, desenvolvido pela Treyarch, também deverá retornar e terá dois mapas baseados em rodadas no lançamento, o retorno do sistema "Gobblegum" de Call of Duty: Black Ops III (2015), e mecânica de jogo de Black Ops Cold War.
A aquisição da Activision Blizzard e seus estúdios pela Microsoft em 2023 marcou o fim de um acordo de exclusividade entre a Sony e a Activision, que viu os títulos Call of Duty receberem conteúdo e ofertas exclusivas nas plataformas PlayStation. Embora a Microsoft tivesse um acordo semelhante com a Activision para os consoles Xbox antes de 2015, o CEO da Microsoft Gaming, Phil Spencer, afirmou que daqui para frente, a franquia não terá acordos de exclusividade, com paridade de conteúdo em todas as plataformas suportadas.

## Marketing
Em 22 de maio de 2024, um site intitulado "The Truth Lies" foi ao ar e postado nos canais de mídia social de Call of Duty. O site apresentava vários videoclipes reais de monumentos globais, como o Monte Rushmore e o Portão de Brandemburgo, sendo vandalizados por um grupo de pessoas, bem como notícias fictícias sobre o vandalismo. Os clipes apresentavam o logotipo de um cachorro de três cabeças, que foi visto pela primeira vez no anúncio da Microsoft para o Xbox Games Showcase 2024.
Em 23 de maio de 2024, vários jornais, como USA Today e The New York Post, publicaram anúncios "The Truth Lies" em suas primeiras páginas. No mesmo dia, a Activision anunciou oficialmente Black Ops 6, com revelação marcada para 9 de junho de 2024 durante o evento Xbox Games Showcase.

## Lançamento
Black Ops 6 foi lançado em 25 de outubro de 2024 para PlayStation 5, Microsoft Windows e Xbox Series X/S. O jogo está disponível no Xbox Game Pass des do dia do lançamento. Além disso, após a atualização da Temporada 4 de Call of Duty: Modern Warfare III (2023), uma imagem de logo para um pacote "cross-gen" de Black Ops 6 foi encontrada nos arquivos do jogo, confirmando relatórios anteriores de que o jogo seria lançado para consoles da geração anterior, incluindo PlayStation 4 e Xbox One.

## Ligações Externas
- Call of Duty: Black Ops 6